# Antonio J. Bermúdez
Antonio Bermúdez Jáquez (Chihuahua, Chihuahua, 13 de junio de 1892 — Ciudad de México, 10 de febrero de 1977) fue un empresario y político mexicano; director general de Petróleos Mexicanos (Pemex) y presidente municipal de Ciudad Juárez en donde impulsó de forma importante el sector de las maquiladoras.

## Reseña biográfica
Antonio J. Bermúdez se dedicó a diversas empresas desde muy joven, estableció una destiladora que producía whisky y fue presidente de la Cámara de Comercio de Ciudad Juárez de 1927 a 1929, Presidente municipal de Ciudad Juárez de 1942 a 1943 y en 1946 fue elegido senador por Chihuahua, sin embargo, no ocupó el cargo ya que el presidente Miguel Alemán Valdés lo nombró director general de Pemex. Posteriormente fue nombrado director general del Programa Nacional Fronterizo (PRONAF).
Es recordado como el primer gran impulsor de las maquiladoras en Ciudad Juárez, creando el primer parque industrial donde se establecieron, hoy esta es la principal actividad económica de la ciudad.